# ウィ・キャント・ダンス
『ウィ・キャント・ダンス』（We Can't Dance）は、1991年に発表されたジェネシスのアルバム。フィル・コリンズ在籍時のラスト・アルバムである。
1980年代以降のジェネシスは世界的スーパーグループになっており、特に本国イギリスにおいては国民的人気バンドであった。出す作品すべてが大ヒット（ほとんどが全英1位）を記録するという状況にあった。それはフィル・コリンズのソロ作品でも同様で、かつてのメンバーであるピーター・ガブリエルも同じ地位を獲得していた。そういう意味では、本作はジェネシスの絶頂期に幕を下ろす作品とも言える。
『デューク』（1980年）〜『インヴィジブル・タッチ』（1986年）までの過度なポップ路線から転向し、かつてのようなプログレッシブ・ロックに近い音作りに変わっている。楽曲はすべてメンバー3人よる共作名義となっている。また、シングル・カットされた曲はすべて英米で大ヒットを記録し、相変わらずの人気の高さを見せ付けた。
収録曲は「ノー・サン・オブ・マイン」や「テル・ミー・ホワイ」のようなメッセージ性の濃い歌から、「ジーザス・ヒー・ノウズ・ミー」や「アイ・キャント・ダンス」のようなポップな楽曲まで、幅広い音楽性を打ち出している。プロモーション・ビデオでもコミカルな映像を作っている。

## 売上
イギリスで1位、アメリカで4位を記録するなど、世界各国で大ヒットを記録した。特に本国イギリスでは自己最高の売上となった。
シングル・カットされた作品では、「アイ・キャント・ダンス」が全英・全米ともに7位、「ノー・サン・オブ・マイン」が全英6位・全米12位を記録した。

## 収録曲
全曲ともフィル・コリンズ、マイク・ラザフォード、トニー・バンクスの共作。
1. 「ノー・サン・オブ・マイン」 - "No Son Of Mine" - 6:40
2. 「ジーザス・ヒー・ノウズ・ミー」 - "Jesus He Knows Me" - 4:16
3. 「ドライヴィング・ザ・ラスト・スパイク」 - "Driving The Last Spike" - 10:08
4. 「アイ・キャント・ダンス」 - "I Can't Dance" - 4:01
5. 「ネヴァー・ア・タイム」 - "Never A Time" - 3:50
6. 「ドリーミング・ホワイル・ユー・スリープ」 - "Dreaming While You Sleep" - 7:16
7. 「テル・ミー・ホワイ」 - "Tell Me Why" - 4:58
8. 「リヴィング・フォーエヴァー」 - "Living Forever" - 5:41
9. 「ホールド・オン・マイ・ハート」 - "Hold On My Heart" - 4:37
10. 「ウェイ・オブ・ザ・ワールド」 - "Way Of The World" - 5:39
11. 「シンス・アイ・ロスト・ユー」 - "Since I Lost You" - 4:09
12. 「フェイディング・ライツ」 - "Fading Lights" - 10:26

## 参加ミュージシャン
- トニー・バンクス - キーボード
- フィル・コリンズ - ドラムス、パーカッション、ボーカル、ドラムマシン
- マイク・ラザフォード - ギター、ベース